# Simfonija br. 4 (Brams)
SIMFONIJA broj 4. e - moll, opus 98, Johanesa Bramsa

## Opšte karakteristike
Poslednje Bramsovo simfonijsko delo, Četvrta Simfonija, nastalo je 1885. godine. I u njemu, Brams nastavlja negovanje i prenošenje dostignuća svojih slavnih prethodnka iz epohe baroka i jednog Betovena, koristeći u vreme kada su Berlioz i Vagner već predali u nasleđe veoma proširen i raskošan orkestar, instrumentalni ansambl ne veći od onog koji je Betoven korstio u Devetoj Simfoniji. Široke epske i melanholične crte ovog dela, mogle bi se okarakterisati kao Jesenje harmonije i disharmonije čoveka i prirode. Četiri stava Simfonije obrazuju celinu trajanja 39 minuta.

## Analiza dela
Prvi stav je Allegro con brio. Počinje ga razvezen unsono celog orkestra iza koga, u prvoj temi, drveni duvači i horne daju jedan buntovan prizvuk. Druga tema koju predvode violončela snažnija je po karakteru od prve, a u razvojnom delu, kome osnovni ton daju trube i timpani, nema sučeljavanja tema, već one samo defiluju i ulivaju se u klasičnu reprizu koja vodi do veličanstvene, mada ponešto razvučene, završne kode.
Drugi stav je Andante moderato i u stilu je balade. Nastupa rog, koji donosi prvu temu, kao odjek viteških vremena, koju zatim preuzimaju razni instrumenti. Drugu temu donose violončela praćena vazdušastim meditacijama violina i sva je u raspoloženju prvobitnog signala roga. Sledi razrada, gde raspoloženje značajno oživljavaju skokovi u drvenim duvačima, a onda violine snažnim triolama preuzimaju drugu temu i tada prisustvujemo završnom delu stava, oživljavanju uspomena na scene iz lova, koje polako nestaju u daljini.
Treći stav je Allegro giocoso i to je praktično jedini pravi skerco koji srećemo u Bramsovim simfonijama. Uprkos 2/4 taktu. Bočni delovi stava su izrazito raspojasani, a u završnom ponavljanju Brams čak rasipnički koristi timpane i triangl. U centralnom triju, poco meno presto, raspojasano i bučno raspoloženje ne janjava ni kada truba nastoji uneti više mira i lirizma.
Finalni četvrti stav je Allegro energico e passonato i za osnovni harmonski i ritmički motiv ima barokni oblik koji je i Bah dosta negovao, čakonu. I zatim, izgrađen je u formi teme sa varijacijama, što predstavlja nasleđe jednog Betovena. Osnovnu misao, temu u osam taktova, donose duvači, a zatim se nižu 32 kratke varijacije, od kojih prvih 16 stoji u određenom paralelnom odnosu sa drugih 16. Prva varijacija deluje uzdržano, dok druga u oboi i klarinetu lirski razrađuje osnovnu misao. Od treće do šeste, pokret je sve burniji, da bi se od sedme do devete varijacije dostigao vrhunac stava; u desetoj i jedanaestoj imamo postupno smirivanje. Tužbalica u flauti predstavlja dvanaestu varijaciju, sa oznakom esspresivo, a trinaesta u dijalogu klarineta i oboe, modulira u dur. Četrnaesta i petnaesta varijacija u svečanom i tihom tonu trombona, kombinuju ritam sarabande sa tonom rekvijema, dok u šesnaestoj duvači donose nevariranu osnovnu temu, koncertirajući sa gudačima. Nakon paralelnog ponavljanja u drugom nizu varijacija, u tridesetoj se susreće kanon basova i violina. Od 31 varijacije (oznaka piu allegro) počinje koda koja u poslednjoj varijaciji donosi snažan, zvučno kolosalan, završni epilog.

## Izvođači
Berlinska Filharmonija, dirigent: Herbert fon Karajan.
Ruski Državni Akademski Simfonijski Orkestar, dirigent: Jevgenij Svetlanov.
Južnonemačka Filharmonija, dirigent: Hans Zvarovski.
Beogradska Filahrmonija, dirigent: Pol Robinson.